# Одржива енергија
Одржива енергија је енергија која се производи и користи на начин који омогућава дугорочну енергетску сигурност, минималан утицај на животну средину и економску одрживост. Она подразумева примену обновљивих извора енергије, повећање енергетске ефикасности и смањење зависности од фосилних горива.
Одржива енергија игра кључну улогу у борби против климатских промена, смањењу емисије стакленичких гасова и подстицању одрживог развоја.

## Обновљиви извори енергије
Обновљиви извори енергије се добијају из природних процеса који се континуирано обнављају. Њихов утицај на животну средину је значајно мањи у поређењу са конвенционалним изворима енергије.

### Соларна енергија
Соларна енергија користи сунчеву светлост за производњу електричне или топлотне енергије. Технологије као што су соларни панели (фотонапонски системи) и соларни колектори све су приступачније и ефикасније.

### Ветроелектрана
Ветроелектрана користи снагу ветра за покретање турбина, које производе електричну енергију. Ветропаркови се граде како на копну тако и на мору (офшор ветропаркови).

### Хидроенергија
Хидроенергија се добија искоришћавањем потенцијалне и кинетичке енергије воде. Најчешће се користе хидроелектране које користе снагу река за производњу електричне енергије.

### Геотермална енергија
Геотермална енергија користи унутрашњу топлоту Земље за производњу електричне енергије или грејање. Геотермални извори су доступни у вулканским и геолошки активним регионима.

### Биомаса
Биомаса обухвата органски материјал (дрво, пољопривредни отпад, биогас) који се користи као гориво. Иако може емитовати CO₂, биомаса се сматра неутралном ако је добијена одрживим методама.

## Енергетска ефикасност
Енергетска ефикасност подразумева коришћење мање енергије за обављање исте функције. Примери укључују:
- Користиње LED сијалица
- Изолација зграда
- Ефикасни уређаји са енергетским сертификатом
- Паметне мреже и системи за управљање потрошњом

Повећање енергетске ефикасности је често најбржи и најисплативији начин за смањење укупне потрошње енергије.

## Складиштење енергије
Због варијабилности неких обновљивих извора, попут сунца и ветра, складиштење енергије постаје кључно. Употребљавају се:
- Батерије великог капацитета
- Пумпне хидроелектране
- Водонична енергија
- Термичко складиштење

Ове технологије омогућавају поуздану и непрекидну испоруку енергије.

## Предности
- Смањење емисија CO₂ и других загадјујућих материја
- Очување ресурса за будуће генерације
- Развој зелених радних места
- Побољшање енергетске независности држава
- Смањење трошкова енергије на дуге стазе

## Изазови
- Почетна инвестициона улагања
- Ограничена инфраструктура у неким регионима
- Политичка стабилност и законска регулатива
- Отпор традиционалних енергетских сектора

## Политике и глобалне иницијативе
Бројне међународне организације и државе доносе стратегије и споразуме како би се подстакло коришћење одрживих извора енергије. Примери укључују:
- Париски споразум
- Одрживи циљеви Уједињених нација (посебно Циљ 7: Доступна и чиста енергија)
- Европски зелени договор

## Будућност
Развој технологија као што су водонична економија, карбонска неутралност, паметне мреже и интеграција обновљивих извора представљају будућност енергетског сектора. Осим тога, ангажовање појединаца кроз енергетски задруге, соларне кровове и уштеду енергије постаје све значајније.